# エネクス電力
エネクス電力株式会社は、伊藤忠エネクスが100%の株式を保有する伊藤忠エネクスグループ中核の発電会社である。